# Classe Hunt (cacciatorpediniere)
Le unità classe Hunt erano un particolare tipo di nave, classificabile come cacciatorpediniere di scorta: vascelli che se pure piuttosto piccoli ed economici, erano ben armati e ragionevolmente veloci, più delle normali corvette, per poter vantaggiosamente eseguire azioni sia di prima che di seconda linea. Combatterono per tutta la Seconda guerra mondiale, soprattutto in Nord Atlantico.

## Origini
Già nel 1938 l'Ammiragliato britannico si era reso conto che le esigenze di scorta, per essere coperte in maniera efficiente, avrebbero dovuto comportare anche l'adozione di navi veloci anche se di autonomia relativamente ridotta, idonee per la scorta a medio raggio dei convogli e ragionevolmente ben armate.
Si progettarono quindi delle navi assai piccole, stabili e ben armate per il ruolo contraereo e ASW.Venne richiesta una velocità intermedia tra quella delle normali corvette e quella dei cacciatorpediniere di squadra. In questo gli 'Hunt' differivano sensibilmente dalle torpediniere italiane e tedesche, più veloci e con minore autonomia, concepite come navi d'attacco ai convogli, che invece le navi inglesi avrebbero dovuto difendere. Anche così la potenza richiesta per il motore non era trascurabile, e ciò comportava un consumo di un certo rilievo.
L'autonomia era peraltro poco importante, dal momento che la scorta oceanica venne lasciata alle potenti navi classe 'Black Swan', corvette molto ben armate, ma più lente degli 'Hunt'.
Dopo le prove in mare, però, il prototipo Aterhstone si dimostrò troppo instabile per sostenere il peso in alto di 3 impianti binati da 102 mm ad alto angolo di elevazione, e 2-4 tubi di lancio da 533 mm. Così questi ultimi vennero scartati, e lo stesso accadde ad uno dei cannoni binati, che lasciarono come armamento principale solo un impianto da 102 mm a prua e uno a poppa. Questo fatto rese necessario ridimensionare le aspettative per la resa bellica di queste unità, perché con tale dotazione non poteva più sostenere con facilità scontri di superficie con le navi da combattimento nemiche.

L'autonomia, se non altro, venne migliorata rispetto alle caratteristiche progettuali, in quanto le casse dell'impianto di stabilizzazione vennero riutilizzate come serbatoi. Il fatto è che anche tale impianto non diede i risultati sperati, e fu giocoforza sbarcarlo, lasciando la disponibilità per spazio per ulteriore nafta.

## Il progetto nel dettaglio
La prima sottoclasse prodotta, che derivò da tutte queste trasformazioni era la 'Hunt Type I, con 19 scafi. Essa era basilarmente un semplice e robusto tipo di nave di scorta. 
Lo scafo era dotato di un rapporto lunghezza-larghezza di circa 9:1, con un ponte di castello esteso per oltre il 40% della lunghezza, ottimizzando le doti di tenuta al mare.
Le sovrastrutture erano date da un compatto e massiccio torrione di comando, con la plancia molto larga rispetto ai cacciatorpediniere di squadra, mentre a poppa esisteva un altro blocco, che tra l'altro sosteneva le artiglierie.
L'apparato motore era costituito da 2 gruppi di turbine ad ingranaggi, con i locali caldaie serviti da un solo fumaiolo a mezzanave, proprio davanti alla postazione contraerea da 40 mm e dietro all'albero a tripode, che a sua volta seguiva la plancia.
L'armamento era consistente in due impianti di artiglierie binate Mk XIX, con cannoni da 102/45 mm. Mk XVI, un'arma relativamente moderna che offriva buone capacità di fuoco contraereo, dal momento che essa possedeva una munizione di peso accettabile (28 kg, di cui 15 per il proiettile per il tipo contraereo, e 30 kg, 17 per il proiettile, nel modello semiperforante), sparabile ad almeno 15 colpi per minuto, con ben 18 km di gittata, circa 10 per il ruolo contraerei.
Il peso di ciascun impianto Mk XIX era di circa 16 tonnellate, l'alzo variava tra -10 e +80 gradi, ma la direzione, il caricamento e l'elevazione erano tutte manuali.
Solo in seguito alcuni affusti ebbero un motore di azionamento che comportava una velocità di circa 15 gradi al secondo. Naturalmente tutto questo rendeva l'efficacia dell'arma soggetta alla fatica dei serventi, specie nel tiro prolungato contraerei, ma anche così il rendimento era buono, certamente migliore dei corrispondenti impianti da 100 mm della Regia Marina, che tra l'altro non superavano i 10c.min. 1 impianto era a prua, sul ponte di castello, l'altro sulla tuga poppiera.
I cannoni contraerei vertevano su di un impianto quadruplo "Pom-pom" della Vickers, a centro nave, con cannoni da 40/39 mm e gittata utile di circa 2.500 metri. Altre armi leggere erano presenti, e in seguito sarebbero state potenziate da mitragliere calibro 20 mm.
Le tramogge i lanciabombe di profondità, con una scorta di 40 bombe, erano come al solito a poppa, mentre non vi erano predisposizioni per mine.
La dotazione elettronica verteva su apparati radio, con le antenne a filo sostenute dall'albero, da idrofoni e verosimilmente da un sonar prodiero. Col passare del tempo sarebbero arrivati anche diversi tipi di radiogoniometri e radar di scoperta aerea, se non anche di tiro.

## Evoluzione e servizio
La classe Hunt Type II che seguì a breve venne dotata di nuovamente di un armamento potente: 3 torri con 6 cannoni da 102 mm, grazie all'aggiunta, a poppa, di un altro impianto, sistemato a poppavia della tuga poppiera. Gli scafi erano più corti e più larghi dei precedenti; 36 gli esemplari prodotti.
Infine, arrivarono i 28 Hunt Type III, con la rimozione di una torre da 102 mm per l'installazione di 2 siluri, cosa alquanto discutibile ma utile in certe condizioni, specialmente in Mediterraneo.
Le perdite di guerra di questa classe ammontarono complessivamente a 19 navi, ma solo 3 di esse, significativamente, per attacco aereo. Essi parteciparono ad azioni sia di scorta mercantili che di navi di linea, come anche azioni di pattugliamento offensivo e di intercettazione di unità nemiche. Quattro di essi erano presenti quando l'incrociatore HMS Charybdis venne affondato dalle torpediniere tedesche, ma non riuscirono a sparare un colpo.
Questo tipo di nave era in definitiva un'eccellente unità contraerea e di scorta, anche se limitata da un'autonomia ridotta e chiaramente insufficiente per la scorta oceanica (dove d'altro canto non vi erano minacce aeree), per la quale erano previste per l'appunto navi diverse, le grandi corvette 'Classe Black swan'.